# Hydropsyche fischeri
Hydropsyche fischeri är en nattsländeart som beskrevs av Lazar Botosaneanu 1980. Hydropsyche fischeri ingår i släktet Hydropsyche och familjen ryssjenattsländor. Inga underarter finns listade i Catalogue of Life.